# 江孜点地梅
江孜点地梅（学名：Androsace cuttingii），为报春花科点地梅属下的一个植物种。